# Tyra Stenberg
Thyra Stenberg, född 18 juni 1885 i Karlshamn, död 28 februari 1975 i Lund, var en svensk målare.
Hon var dotter till bankdirektören Anders Stenberg och Emma Hallström. Stenberg studerade konst för Simon Hollósy i München 1903–1906, Lovis Corinth i Berlin 1907–1911 och vid Académie de la Grande Chaumière i Paris 1912. Separat ställde hon ut på Malmö rådhus 1915, Karlskrona rådhus 1916, Strindbergs konstsalong i Stockholm 1920 och på Lunds universitets konstmuseum 1922. Hon medverkade i Föreningen Svenska Konstnärinnors utställning på Liljevalchs konsthall i Stockholm 1917, samlingsutställningar på Strindbergs konstsalong, Galerie Modernes utställning Blekingarna i Stockholm 1945, Salongen på Liljevalchs konsthall Internationale Portät-Aussstellung i Salzburg 1957 och utställningar arrangerade av Skånes konstförening. Hon var huvudsakligen verksam som porträttmålare och utförde porträtt på bland annat Gösta Ekman, Ellen Rydelius och Ria Wägner som barn. Hennes konst består förutom porträtt av blomsterstilleben, landskapsvyer och genrebilder. Stenberg är representerad vid Karlshamns museum och Lunds studentkårs konviktoriums samlingar.      